# Stare Serby
Stare Serby (niem. Alt Lerchenberg, dawniej Lerchenberg) – wieś w Polsce położona w województwie dolnośląskim, w powiecie głogowskim, w gminie Głogów.

## Podział administracyjny
W latach 1975–1998 miejscowość położona była w województwie legnickim.
15 marca 1984 część wsi (69 ha) włączono do Głogowa.